# 警視-K
『警視-K』（けいし ケー）は、勝新太郎監督・主演の刑事ドラマ。1980年10月7日から12月30日にかけて、日本テレビ系で毎週火曜日21:00 - 21:54に全13話が放映された。主題歌および音楽は山下達郎が担当している。

## 概要
勝プロダクション製作。勝演じるハミ出し刑事・賀津勝利（通称：ガッツ）警視が犯罪に立ち向かう姿を描く。
勝の実子・奥村真粧美がそのまま賀津の娘役でレギュラー出演し、妻の中村玉緒も賀津の別れた妻として登場するなど、話題も多かった。他にも、勝と馴染みの深い緒形拳、原田芳雄、ジュディ・オング、原田美枝子ら豪華な面々がゲスト出演した。
勝自身が主演に加え、監督・脚本にも取り組んだ意欲作にもかかわらず、平均視聴率は5.4%、ゴールデン枠としては最低級の数字であった。それでも勝の意欲を汲んだ日テレは、2クール全26話での編成を維持しようとしたが、予算の大幅オーバーに加えて勝のワンマンな制作体制による撮影スケジュール圧迫が追い討ちをかけ、結局13話で打ち切りとなった。
勝の意図で作品にリアリティを出すため、脚本はストーリーの骨格など主要な部分だけを残し、出演者のやりとりは全編ほぼアドリブで行われている。そのため、フィルム撮りでロケーション主体の作品ながら、どんな撮影状況でも音声は同時録音で行うという、テレビドラマとしては比較的特殊な撮影が行われ（現場録音が困難な場合アフレコなどの音声別録りが行われることが多い）、演者の音声が周囲のノイズと混然となり、聞き取りにくい箇所が多く存在する。また状況説明のみの演出で台詞のやりとりは俳優の個々の解釈に委ねるなど、即興性や臨場感にこだわった結果、出演者が台詞に詰まる場面も見受けられた。実際に第1話放映の最中から「台詞が聞こえない」「言ってる意味がわからない」などと抗議の電話が殺到、日テレの電話回線がパンクして、勝プロにも対応専用電話が設置されるまでになった。これら勝の試みた実験的要素が当時は受け入れられなかったと見る向きが多いが、その後本作品の再評価が進み、勝の死後となる1998年にVHSビデオが、2014年にはDVDボックスが字幕機能付きで発売された。雑誌『レコード・コレクターズ』」で勝の特集が組まれた際に紹介され、その構成が「日本のヌーヴェルヴァーグ」だと評された。
2021年現在アマゾンプライムビデオで勝プロダクションが同時期に制作した『走れ!熱血刑事』（テレビ朝日）、『あいつと俺』（東京12チャンネル（現：テレビ東京））と共に視聴することが出来る。またこの3作品は日本映画専門チャンネルでも再放送された実績がある。

### 備考
当初、NTVは本作品のメインライターの一人として「勝を抑え込めるような実力」を持つ脚本家として倉本聰にオファーを出したが、倉本はこれを辞退する代わりに自分の弟子の高際和雄、金子成人を派遣。しかし金子については、自分が提出した『さよならモモエちゃん』というタイトルのプロット（ブルーフィルム界のモモエちゃんと言われる情婦が、親密な関係のチンピラと逃避行を続けるうちに賀津と係わるようになる、という内容）がボツになってお蔵入りするという憂き目に遭い、結局金子が脚本を担当した回は無かった。高際はそのままメインライターとなった。他に、勝と対面し話を聞いていたが「何やっていいのかわからなくなった」「付いて行けないと思った」として辞退した脚本家たちも居た。
プロデューサーの加賀義二は勝と共演する刑事役に、加賀と『俺たちは天使だ!』で一緒に組んだ柴田恭兵、渡辺篤史を推薦したが、勝によって却下された。
勝アカデミーの生徒だったルー大柴が、紳士服屋の店員役で一瞬だけ出演している。
主題歌を歌った山下達郎がカメオ出演する予定があったとされるが、打ち切りにより実現しなかった。なお、山下の起用については、勝自身より、山下のファンでもあった娘の奥村真粧美の推薦によるものだったという。

## キャスト
賀津 勝利 - 勝新太郎
45歳。警視庁今宿署捜査一課警視、通称“ガッツ”。何よりも自由を愛し、独自の信念と正義感を武器に犯罪を追うハミ出し刑事。拳銃は持たない主義であり、緊急時は長さ5メートルもの鎖に繋がれた「投げ手錠」で犯人を捕らえる。普段は署内の片隅の小部屋で博打とゲームに明け暮れ、谷と水口以外の刑事たちと行動を共にすることはない一匹狼だが、決して孤立しているわけでもなく、他の署員たちも何かと賀津をサポートする仕草を見せる。かつては警視庁内でも嘱望されていた幹部候補だった。
定住所を持たず、娘・正美と共にキャンピングカーで放浪生活を送っている。
賀津 正美 - 奥村真粧美
賀津の娘で18歳。ボーイフレンドとの交際や遊興に干渉されつつも、父との放浪生活を楽しんでいる。
アメリカンスクール在学で英語が堪能であり、捜査に協力することもある。
尾張 一 - 川谷拓三
新宿界隈を根城にする映画マニアのチンピラで賀津の情報屋。かつて賀津に覚せい剤事件で逮捕されているが、情報屋に任命され、正しいチンピラとして更生（？）したことになって以降、ロハ（ギャラは高額のアルコール飲料や会食）で裏事情の情報を流させられているが、映画狂なのでスパイ＝007であることに誇りを持っている。賀津親娘と家族ぐるみ（といっても3人）の付き合いをしている。お時（松尾嘉代）という居酒屋の女将に想いを寄せていたが、彼女のかつての恋人が絡む事件がきっかけで感情の行き違いが生じ、彼女がまだ元・恋人を想い続けていたことを知り、失意のまま路地裏で車に撥ねられ絶命する（第9話）。
藤枝 庄一 - 北見治一
今宿署捜査一課長。(第三話で刑事課長と自己紹介するシーンあり) 一見するとうだつの上がらない初老男だが、蔭で賀津を的確にサポートする参謀役。愛称は“御家老”。
谷 弘【谷】 - 谷崎弘一、水口 晴之【ピッピ】 - 水口晴幸
見た目は谷はどことなく野暮ったく、ピッピはロックンローラー風だが、二人ともれっきとした刑事である。どちらも上司の影響からか洒落者で、賀津を「親分」と呼び慕っている。いわゆる凸凹コンビであり、時折ハチャメチャな大喧嘩を展開するが、「すべては捜査のため」との名目の上の行動で、概ね仲はよい。
辺見 俊一 - 金子研三
本庁野崎班から今宿署に派遣された刑事。自分こそが組織・命令であると称する傲慢と虚栄心の塊のような性格で、何かにつけ賀津たちを目の敵にしていたが、終盤に賀津と新城との関係を知るや、突如態度を豹変させる。他署員たちからの人望も皆無に等しいが、本人はそれに気付いていない。
三吉刑事 - 多宮健二
辺見の部下で本庁捜査一課部長刑事。
今宿署の刑事たち - 儘田明、松本幸三、橋元誠、黒沢正法、井上祐二、大久保康治
捜査一課事務員 - 大庭美恵子
政 - 遊法仁
尾張の舎弟。与太者だが情報屋としては有能であり、尾張からは弟のようにかわいがられている。
新城 朝久 - 小池朝雄
警視庁警視正。賀津とは大学時代からの親友だが、裏では暴力組織と結託していた。
玉美 - 中村玉緒
賀津の別れた妻であり正美の母。終盤、賀津と偶然再会する。

## スタッフ
- 企画 - 岡田晋吉（日本テレビ）、久保寺生郎、斉藤恒久
- プロデューサー - 加賀義二（日本テレビ）、真田正典、市古聖智
- 音楽 - 山下達郎
- 撮影 - 森田富士郎、渡辺貢、椎塚彰
- 照明 - 佐藤幸次郎
- 美術 - 斉藤嘉男
- 録音 - 菊池進平、本田孜
- 編集 - 谷口登司夫
- 装飾 - 古谷良和
- 整音 - 星一郎
- 選曲 - 太田正一
- 効果 - 佐々木英世、帆苅幸雄、斉藤昌利（東洋音響）
- PR担当 - 山口晋（日本テレビ）
- タイトル - デン・フィルム・エフェクト
- 衣装 - 京都衣裳
- 装置 - 高津映画装飾
- 録音スタジオ - アオイスタジオ
- 現像 - 東京現像所
- ナレーター - 根岸雄一
- 原作（第3話） - 佐木隆三
- 制作 - 勝プロダクション

## 主題歌
- MY SUGAR BABE （作詞・作曲・編曲・歌 - 山下達郎）- アルバム『RIDE ON TIME』（1980年9月19日発売 AIR ⁄ RVC LP:RAL-8501）収録。主題歌採用によりシングルカット（同年10月21日発売 AIR ⁄ RVC 7":RAS-501）

## サブタイトル
| 話数 | 放送日          | サブタイトル             | 脚本              | 監督     | ゲスト                                                              | 視聴率(％) |
| ---- | --------------- | ------------------------ | ----------------- | -------- | ------------------------------------------------------------------- | ---------- |
| 1    | 1980年 10月07日 | そのしあわせ待った!      | 高際和雄 勝新太郎 | 勝新太郎 | 石橋蓮司 安部徹、山口奈美 富田浩史、有馬昌彦                        | 12.5       |
| 2    | 10月14日        | コルトガバメントM1911    | 柏原寛司 勝新太郎 | 勝新太郎 | 堀内正美 市川好朗、小寺大介                                         | 4.2        |
| 3    | 10月21日        | 自白への道               | 勝新太郎          | 勝新太郎 | 市道浩高 今福正雄、今井和子                                         | 6.4        |
| 4    | 10月28日        | LiLi                     | 高際和雄 勝新太郎 | 勝新太郎 | ジュディ・オング 菅貫太郎、大柴亨介                                 | 4.1        |
| 5    | 11月04日        | まぼろしのニューヨーク   | 柏原寛司          | 黒木和雄 | 原田芳雄 宮崎正子、ひろみどり                                       | 5.1        |
| 6    | 11月11日        | 息子はシロ               | 田中利也 勝新太郎 | 根本順善 | 稲垣英雄 岩城民治、上田睦子                                         | 7.5        |
| 7    | 11月18日        | 太陽が上に向いている     | 須川栄三 勝新太郎 | 勝新太郎 | 松尾嘉代 梅津栄、立川光貴 永井玄哉、今西正男                        | 3.4        |
| 8    | 11月25日        | わが子に捧げる犯罪       | 中村努            | 森一生   | 西尾三枝子 浦辺粂子、中井啓輔 内田稔、横山リエ 絵沢萌子、朝比奈尚行 | 4.2        |
| 9    | 12月02日        | オワリの日               | 高際和雄 勝新太郎 | 勝新太郎 | 松尾嘉代 永井譲滋、流健二郎                                         | 5.7        |
| 10   | 12月09日        | いのち賭けのゲーム       | 石田芳子 勝新太郎 | 黒木和雄 | 原田美枝子、草野大悟 岸田森、藤村有弘                               | 5.1        |
| 11   | 12月16日        | その人は…ママ            | 高際和雄 勝新太郎 | 勝新太郎 | 緒形拳 小林稔侍、加山義三                                           | 3.8        |
| 12   | 12月23日        | ディス・イズ・ファミリー | 高際和雄          | 吉原勲   | 田中哲世、高橋道昭 中根徹、田山淳一                                 | 3.9        |
| 13   | 12月30日        | マイ・シュガー・ベイブ   | 高際和雄 勝新太郎 | 勝新太郎 | かたせ梨乃 佐藤慶、安岡力也 石橋蓮司、村田有美 井上欣也、門脇三郎   | 4.4        |

第3話は原作あり:佐木隆三『殺人百科』より「何処へ行ったの?」

## 映像ソフト化
- 勝新太郎の一周忌に合わせて、1998年にバップよりVHSソフトが全7巻で発売。
- 2014年8月にはTCエンタテインメントよりDVD-BOXが発売された[11]。